# Mitete
Mitete ist einer von 16 Distrikten in der Westprovinz in Sambia. Er hat eine Fläche von 6380 km² und es leben 39.641 Menschen in ihm (2022). Mitete war, bis zu seiner Abspaltung 2013, der Wahlkreis Lukulu West, ein Teil des Distriktes Lukulu. Im Unterschied zu fast allen anderen Distrikten in Sambia, befindet sich ein Teil der Verwaltung Mitetes nicht im eigenen Distrikt, sondern im benachbarten Lukulu. Bei der Gründung wurden neun Mitarbeiter aus Lukulu entsandt, um das leitende Personal vor Ort zu ergänzen. Nach sechs Monaten wurden vier dauerhaft übernommen und fünf an die Gemeinde Lukulu zurück überstellt. Grund dafür ist, dass es keine ausreichenden Strukturen in dem westlich des Sambesi gelegenen Gebiet gibt.

## Geografie
Mitete befindet sich etwa 550 Kilometer westlich von Lusaka. Der Distrikt liegt auf einer relativ gleichmäßigen Höhe von 1000 bis 1100 m. Er fällt nach Osten leicht ab. Einen Teil der Nordgrenze bilden die Flüsse Lungwebungu und sein Nebenfluss Lutembwe. Die Ostgrenze bildet der Sambesi und die Südgrenze bilden der Luanginga Nebenfluss Luambimba. Der Fluss Südlicher Kashiji ist ein weiteres wichtiges Gewässer in dem Distrikt.
Der Distrikt grenzt im Osten an den Distrikt Lukulu, im Süden an Kalabo, im Norden an Zambezi in der Nordwestprovinz, und im Westen an die Provinz Moxico in Angola.

## Infrastruktur
Mitete ist kaum entwickelt. Das Gebiet zwischen dem Sambesi und Angola ist sehr strukturschwach. Es gibt in Mitete Boma das Wahlkreisbüro, eine Klinik und eine Grundschule. Ein weiterführendes Internat befindet sich im Bau (2015). Der gesamte Distrikt verfügt über 32 staatliche Schulen, 12 Gesamtschulen und drei Bildungszentren. Daneben gibt es fünf Kliniken. Allerdings herrscht in den meisten ein gravierender Personalmangel. Dem Distrikt wurden durch das Barotse Royal Establishment 1156 Hektar Land für den Bau der Infrastruktur übertragen.
Es befinden sich 2015 mehrere Struktur-Projekte; mehrere Klassenzimmer, ein Bürgerzentrum, ein Verwaltungsgebäude, ein Postamt und mehrere Häuser für verschiedene Einkommensklassen. Geplant ist auch ein ländlicher Gesundheitsposten in Lubelele sowie der Bau eines landwirtschaftlichen Lagerhauses in Mataba. Für den Frauenclub in Kalombamano wird eine Maismühle angeschafft.
Eine große Herausforderung ist der Transport über den Sambesi. Das Gebiet des oberen Sambesi ist von der Barotse-Überschwemmungsebene geprägt. In der Regenzeit sind weite Gebiete überflutet. Um die Baumaterialien nach Mitete von dem 65 km entfernten Lukulu zu befördern, ist wegen der schlechten Straße, eine Fahrzeit von acht Stunden anzusetzen. Den Sambesi quert in der Region keine Brücke und das einzige Boot, das Lukulu und Mitete verbindet, ist nur montags und donnerstags verfügbar.
Nach einer guten Regenzeit können LKWs erst ab Juni durch das sandige Gelände fahren. Allerdings häufen sich in den letzten Jahren Dürren, die den Transport erleichtern.

## Wirtschaft
Der ländliche Distrikt lebt von der Landwirtschaft und der Fischerei. Allerdings wird es zunehmend schwieriger die klimatischen Bedingungen für den Feldanbau und den Fischfang vorherzusagen und es drohen Ernteausfälle. Die Barotse-Überschwemmungsebene sind das zweitgrößte Sumpfgebiet Sambias. Sie sind die am meisten vom Klimawandel beeinflusste Region in Sambia.
Es gibt mittlerweile Tourismus in der Region. Es ist eine beliebte Gegend um Tigersalmler zu angeln.